# Dan Wallace
Dan Wallace (* 14. Juni 1942 in Cork, Irland; † 17. Februar 2025 ebenda) war ein irischer Politiker der Fianna Fáil (FF) und Bürgermeister seine Heimatstadt.

## Leben
Dan Wallace arbeitete als Küster und bei der Ford Motor Company in Cork. 1981 und im Februar 1982 kandidierte er für den Dáil Éireann. Im November 1982 gelang es ihm, im Wahlkreis Cork North-Central einen Sitz für den Dáil zu erringen. Bis 2007 konnte er diesen Sitz verteidigen.
Von 1985 bis 1986 war Wallace Lord Mayor von Cork.
Am 13. Februar 1992 wurde er zum Staatsminister im Umweltministerium mit dem Aufgabenbereich der Nahrungsmittelindustrie unter Regierungschef Albert Reynolds ernannt. Mit dem Ende der Regierung Reynolds I schied er aus dem Amt aus.
Nach der Bildung der ersten Regierung Ahern übernahm er am 8. Juli 1997 erneut den Posten als Staatsminister im Umweltministerium, dieses Mal mit dem Aufgabenbereich für Umweltinformation und Umweltbewusstsein. Nach den Wahlen 2002 wurde er in der folgenden Regierung nicht mehr berücksichtigt.
Verheiratet war Wallace mit Ethel Sutton.